# Бабелон, Жан-Пьер
Жан-Пьер Бабелон (фр. Jean-Pierre Babelon; 17 ноября 1931 года — 2 февраля 2024 года) — французский учёный-историк. Директор Версальского дворца с 1989 по 1996 год. Руководил также другими музеями, музеем Жакмара Андре в Париже и аббатством Шали в Уазе.

## Биография
Жан-Пьер Бабелон родился 17 ноября 1931 года в 6-м округе Парижа, был сыном историка Жана Бабелона и внуком историка Эрнеста Бабелона. В 1950 году окончил Национальную школу хартий с защитой диссертации на тему «Парижская усадьба при Генрихе IV и Людовике XIII». По окончании работал помощником архивариуса в архиве Департамента Ивелина, а затем учился в Школе Лувра.
В основном работал в Национальных архивах в качестве куратора Музея национальных архивов. Помимо своей исследовательской работы, он был старшим преподавателем в Практической школе высших исследований, специализируясь на религиозных войнах во Франции. С 1989 по 1996 год он был куратором музея Версальского дворца. В 1992 году начал сотрудничество с Академией надписей и изящной словесности, а в 2001 году возглавил её, став её президентом (он сменил Филиппа Контамина). Отвечал также за кураторство музея Жакмар-Андре и аббатства Шали.
В 2010 году Бабелон совместно с Луи Альфонсом де Бурбоном организовывал перезахоронение предположительно головы Генриха IV Французского в гробнице в Сен-Дени (тогда считалось, что учёные установили подлинность головы короля, которую хранили французские коллекционеры). Церемония перезахоронения была запланирована президентом Николя Саркози на май 2012 года, однако последовавшие за этим споры и предстоящие президентские выборы отложили мероприятие, и проект в конечном итоге был оставлен Франсуа Олландом без исполнения.
В 2012 году Жан-Пьер Бабелон вошёл в научный совет Figaro History. Был удостоен ряда высоких наград : премия Эркюля Катеначчи (1976), гран-при по истории города Парижа (1983), Премия Бордена (1990), премия Эжена Каррьера (2000). Кавалер французских орденов «За заслуги», «Академических пальм», «Искусств и литературы», «Почётного легиона», шведского «Полярной звезды».
Жан-Пьер Бабелон умер 2 февраля 2024 года в возрасте 92 лет. Похоронен на кладбище муниципалитета Сарре (Верхняя Марна).
Брат Жан-Пьера, Филипп, морской офицер, погиб в Индокитае.